# Bank Newton
Bank Newton – osada i civil parish w Anglii, w North Yorkshire, w dystrykcie (unitary authority) North Yorkshire. W 2001 civil parish liczyła 47 mieszkańców. Bank Newton jest wspomniana w Domesday Book (1086) jako Neutone/Neutune.